# 恋のゴールドメダル〜僕が恋したキム・ボクジュ
『恋のゴールドメダル〜僕が恋したキム・ボクジュ』（こいのゴールドメダル ぼくがこいしたキムボクジュ、原題：역도요정 김복주）は、韓国MBCにて2016年11月16日から2017年1月11日まで放送されたテレビドラマ。韓国版は全16話、日本版は全20話。

## 略歴
- 2016年
  - 8月 - 最初の台本読み合わせ[5]。
  - 9月8日 - 主要キャストのラインナップ公開[6]。
  - 10月24日 - 予告映像公開[7]。
  - 11月11日 - メインポスター公開[8]。
  - 11月15日 - 制作発表会をソウル市麻浦区上岩洞にあるMBCにて開催[9][10]。
  - 11月16日 - 韓国MBCにて放送開始。
  - 11月28日 - ソウル江南(カンナム) 所在のクラブで公開撮影を行った[11]。
- 2017年
  - 1月11日 - 放送終了[12]。ソウル汝矣島洞汝矣島のレストランでキャストによるドラマの打ち上げ開催[13]。
  - 2月 - KNTVにて日本初放送開始[14]。
  - 11月18日 - 日本でDVD-BOX1発売、レンタル開始[15]。
  - 12月6日 - 日本でDVD-BOX2発売、レンタル開始。

## キャスト

### メイン
- キム・ボクジュ：イ・ソンギョン
  - 幼少時代：イ・ジウ
- チョン・ジュニョン：ナム・ジュヒョク
  - 幼少時代：キム・イェジュン
- ソン・シホ：キョン・スジン
- チョン・ジェイ：イ・ジェユン

### ハノル体育大学
重量挙げ部
- イ・ソノク：イ・ジュヨン
- チョン・ナニ：チョ・ヘジョン

ピョンヒョクのお兄さん
- サンチョル：ムン・ジユン
- ジョンウ：ユ・ジュンホン
- ビンナ：イ・ビンナ
- イェビン：イ・イェビン

水泳部
- チョ・テグォン：チ・イルジュ
- キム・ギソク：チェ・ウン

教師・コーチ
- ユン・ドンマン：チェ・ムソン
- チェ・ソンウン：チャン・ヨンナム

- ソン・ユヒ：レイ・ヤン
- コ・アヨン：ユ・ダイン

### その他の人物
- キム・チャンゴル：アン・ギルガン
- キム・デホ：カン・ギヨン
- ジュニョンの伯父：チョン・インギ
- ジュニョンの伯母：イ・ジョンウン
- ジュニョンの実母：キム・ジョンヨン

### ゲスト
- ジョンソク：イ・ジョンソク (第2話に出演[16][17])

- ジス：ジス (第11話に出演[18])

- ファンヒ：ソヒョン (少女時代) (第12話に出演[19])
- スルギ：キム・スルギ
- チェ・テフン：ジョタ (MADTOWN)

## 放送日程
| 放送話 | 韓国放送日     | 韓国視聴率 | 韓国視聴率 |
| 放送話 | 韓国放送日     | 全国       | 首都圏     |
| ------ | -------------- | ---------- | ---------- |
| 第1話  | 2016年11月16日 | 3.3%       | 3.6%       |
| 第2話  | 2016年11月17日 | 3.3% →     | 3.5% ↓     |
| 第3話  | 2016年11月23日 | 4.4% ↑     | 4.9% ↑     |
| 第4話  | 2016年11月24日 | 4.6% ↑     | 4.9% →     |
| 第5話  | 2016年11月30日 | 4.4% ↓     | 4.5% ↓     |
| 第6話  | 2016年12月1日  | 4.6% ↑     | 5.4% ↑     |
| 第7話  | 2016年12月7日  | 4.8% ↑     | 5.7% ↑     |
| 第8話  | 2016年12月8日  | 5.4% ↑     | 5.5% ↓     |
| 第9話  | 2016年12月14日 | 4.1% ↓     | 4.4% ↓     |
| 第10話 | 2016年12月15日 | 5.1% ↑     | 5.6% ↑     |
| 第11話 | 2016年12月21日 | 4.4% ↓     | 4.6% ↓     |
| 第12話 | 2016年12月22日 | 4.5% ↑     | 4.7% ↑     |
| 第13話 | 2016年12月28日 | 5.0% ↑     | 5.8% ↑     |
| 第14話 | 2017年1月4日   | 5.4% ↑     | 6.3% ↑     |
| 第15話 | 2017年1月5日   | 5.4% →     | 5.8% ↓     |
| 第16話 | 2017年1月11日  | 5.2% ↓     | 5.3% ↓     |

## 受賞歴
- 2016年
  - 2016 MBC演技大賞 - 優秀演技賞[ミニシリーズ] (イ・ソンギョン)[21]
  - 2016 MBC演技大賞 - 男子新人賞 (ナム・ジュヒョク)[21]